# Mehrfamilienhaus Delftstraße 4

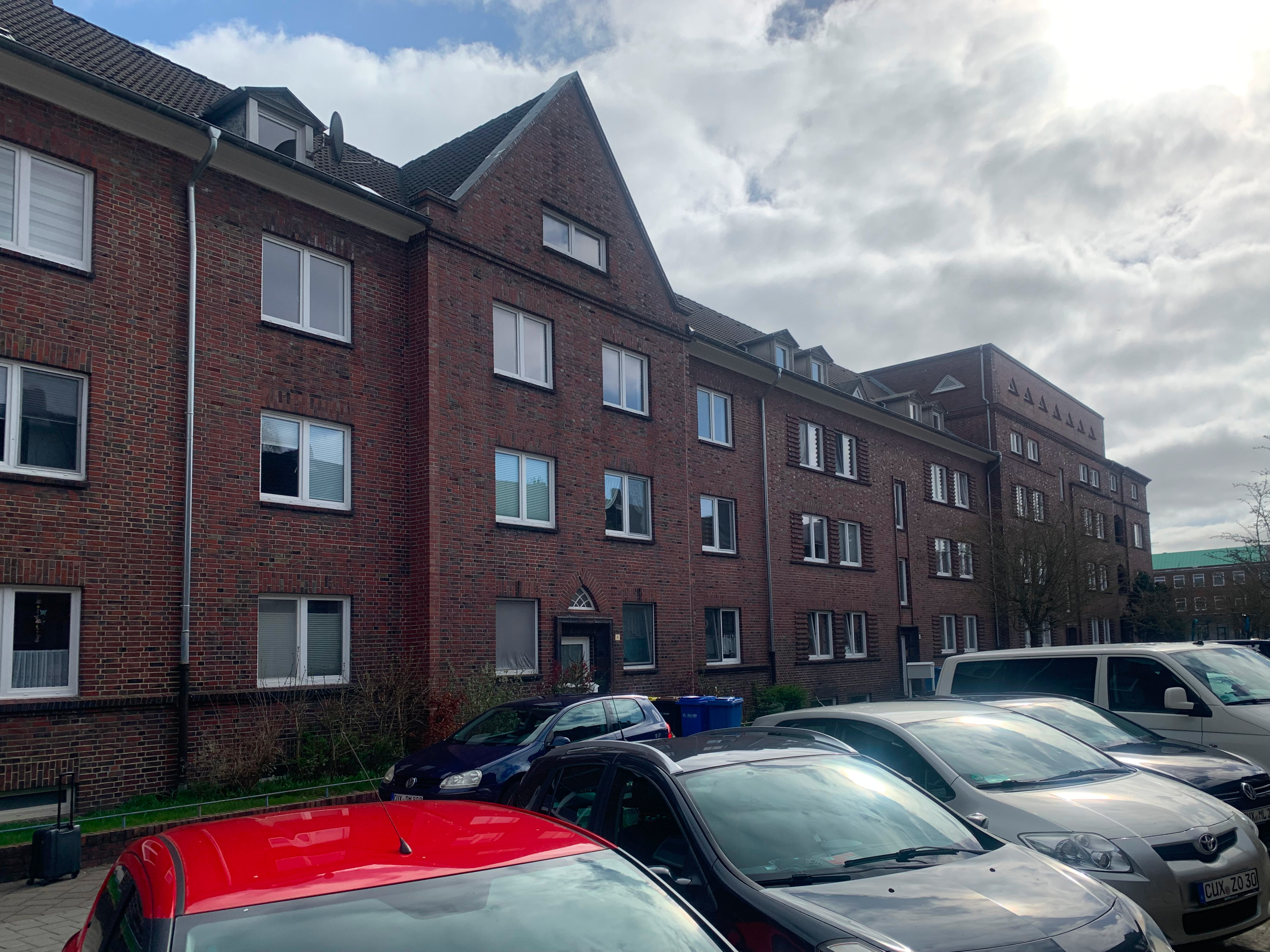
Delftstraße 6 bis 2

Das Mehrfamilienhaus Delftstraße 4 in der niedersächsischen Kreisstadt Cuxhaven im Landkreis Cuxhaven stammt aus den 1920er/30er Jahren. Es wird aktuell (2024) für Wohnungen genutzt.
Das Gebäude steht unter Denkmalschutz (siehe auch Liste der Baudenkmale in Cuxhaven).

## Geschichte und Beschreibung
Die Delftstraße zwischen der Abendrothstraße und dem Karl-Olfers-Platz wurde 1927 benannt nach dem Delftstrom, einem alten Entwässerungspriel. Hier entstand zwischen 1928 und 1930 die  Gruppe Wohnhäuser Delftstraße in geschlossener Blockrandbebauung.
Das dreigeschossige traufständige verklinkerte Gebäude auf Keller mit ziegelgedecktem Satteldach wurde 1929/30 für die Gemeinnützige Siedlungsgenossenschaft nach Plänen von P. H. Noris gebaut. Die schlichte Fassade wurde gegliedert und gestaltet durch den Eingang mit vertikalem Treppenhausfenster, Türlaibung mit Keramikplatten in geometrischen Mustern sowie horizontalen Bändern in Backstein seitlich an den Fenstern.
Das Landesdenkmalamt befand u. a.: „… Die Erhaltung des Wohnhauses Delftstraße 4 als Teil der Wohnbebauung an der Abendroth- und Delftstraße liegt wegen der geschichtlichen und städtebaulichen Bedeutung im öffentlichen Interesse.“
Architekt Noris entwarf in Cuxhaven auch das Mehrfamilienhaus Olfers-Eck, Delftstraße 15–19 und die anderen Häuser der Wohngruppe.